# George E. Bowden

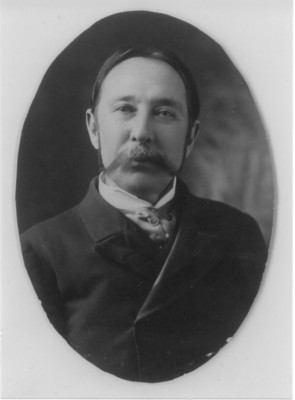
George E. Bowden

George Edwin Bowden (* 6. Juli 1852 in Williamsburg, Virginia; † 22. Januar 1908 in Norfolk, Virginia) war ein US-amerikanischer Politiker. Zwischen 1887 und 1891 vertrat er den Bundesstaat Virginia im US-Repräsentantenhaus.

## Werdegang
George Bowden, der Neffe von US-Senator Lemuel J. Bowden (1815–1864), besuchte zunächst eine private Schule und studierte danach Jura. Er hat aber nicht als Jurist praktiziert. In den folgenden Jahren arbeitete er im Bankgewerbe. Zwischen 1879 und 1885 leitete Bowden die Zollbehörde im Hafen von Norfolk. Gleichzeitig schlug er als Mitglied der Republikanischen Partei eine politische Laufbahn ein.
Bei den Kongresswahlen des Jahres 1886 wurde Bowden im zweiten Wahlbezirk von Virginia in das US-Repräsentantenhaus in Washington, D.C. gewählt, wo er am 4. März 1887 die Nachfolge von Harry Libbey antrat. Nach einer Wiederwahl konnte er bis zum 3. März 1891 zwei Legislaturperioden im Kongress absolvieren. Im Jahr 1890 wurde er nicht bestätigt. Nach dem Ende seiner Zeit im US-Repräsentantenhaus leitete Bowden wieder die Zollbehörde im Hafen von Norfolk. Ab 1899 war er bei der Verwaltung des Bundesbezirksgerichts für das östliche Virginia angestellt. Er starb am 22. Januar 1908 in Norfolk.